# Alfa Romeo P2
Alfa Romeo P2 är en tävlingsbil, tillverkad av den italienska biltillverkaren Alfa Romeo mellan 1924 och 1926.

## Bakgrund
När Fiat slutade tävla i början på 1920-talet, föll det på Alfa Romeos lott att försvara de italienska färgerna. Vittorio Jano lämnade Fiat 1923 för att konstruera tävlingsbilar åt Alfa. Hans första arbete för sin nya arbetsgivare var P2. Bilen byggdes enligt det gällande reglementet för Grand Prix racing, med tvålitersmotorer.

## Utveckling
Bilen hade ett helt konventionellt chassi med stela axlar. Motorn var en rak åtta med dubbla överliggande kamaxlar. En Roots-kompressor tryckte in luft i två förgasare. Motorn lämnade från början 140 hk, men effekten höjdes med tiden.

## Tekniska data
| Tekniska data         | P2                                                           |
| --------------------- | ------------------------------------------------------------ |
| Motor:                | Frontmonterad 8-cylindrig radmotor                           |
| Cylindervolym:        | 1987 cm³                                                     |
| Borrning x slaglängd: | 61 x 85 mm                                                   |
| Max effekt:           | 140 hk (1924) - 175 hk (1930)                                |
| Ventilstyrning:       | 2 överliggande kamaxlar, 2 ventiler per cylinder             |
| Överladdning:         | Roots-kompressor                                             |
| Växellåda:            | 4-växlad manuell                                             |
| Hjulupphängning fram: | Stel framaxel, längsgående bladfjädrar, friktionsstötdämpare |
| Hjulupphängning bak:  | Stel bakaxel, längsgående bladfjädrar, friktionsstötdämpare  |
| Bromsar:              | Mekaniska trumbromsar                                        |
| Hjulbas:              | 262 cm                                                       |
| Torrvikt:             | Ca 600 kg                                                    |
| Toppfart:             | Ca 225 km/h                                                  |

## Tävlingsresultat
Bilen användes av Alfa Romeos fabriksteam Alfa Corse. Den vann redan sin debuttävling på Circuit de Cremona i norra Italien 1924, med stallets försteförare Antonio Ascari bakom ratten.
Säsongen 1925 infördes ett världsmästerskap inom Grand Prix-racingen. Alfa Romeo tog hem titeln med två segrar på fyra lopp. Ascari vann Europas Grand Prix på belgiska Spa-Francorchamps och Gastone Brilli-Peri vann Italiens Grand Prix på Monza.
Alfa Corse fortsatte tävla med bilen fram till 1930, då Achille Varzi tog P2:ans sista stora seger i Targa Florio.